# Лорел и Харди

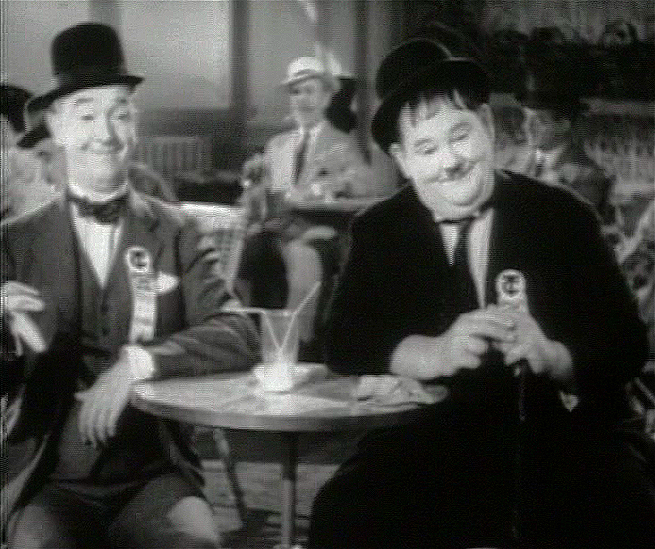
Лорел и Харди

Лорел и Харди — Стэн Лорел (1890—1965) и Оливер Харди (1892—1957) — британо-американские киноактёры, комики, одна из наиболее популярных комедийных пар в истории кино. 
Стэн был худым, а Оливер — полным. Их совместная работа началась в 1927 году, поначалу они снимались в немых, а затем в звуковых фильмах. В общей сложности ими снято более 200 короткометражных и полнометражных фильмов, повышенный интерес к которым снова появился в 1970-х годах. Например, «Наши отношения» (1936), «Олух из Оксфорда» (1940), «Атолл К» (1951) и др.